# 菓子折り
菓子折り（菓子折、かしおり）とは、菓子を外箱（折箱）に収めた物。多くは手土産・進物用として用いられる。

## 概要
菓子折の「折」とは本来は菓子を入れる箱のことで、それに入れた物を数える際には一折、二折など言った。
初対面の挨拶時の手土産の品のほか、相手方への感謝や謝罪の贈り物として用いられることが多い。また、本来ならば金銭が発生するような依頼事項の謝礼代わりとしてや、要望を通すためのお願いの際にも用いられる。
歳暮や中元の贈答品と同じく感謝を物で表す日本の文化であるが、金銭的な負担となることから謝罪としての菓子折を送る慣習をやめる会社もある。